# Sintaxis
La sintaxis es una rama fundamental de la gramática que se encarga de estudiar las reglas y principios que rigen la combinación de los constituyentes sintácticos dentro de una lengua. Esta disciplina analiza cómo se agrupan y organizan los elementos lingüísticos (como palabras, frases y oraciones) para formar unidades mayores con sentido, tales como los sintagmas y las oraciones gramaticales. La sintaxis no solo se enfoca en la secuencia y estructura de las palabras dentro de estas unidades, sino también en las relaciones que se establecen entre los distintos elementos en un enunciado, tanto a nivel de los sintagmas (combinaciones de palabras que funcionan como una unidad) como de las oraciones. Además, la sintaxis explora las relaciones relaciones paradigmáticas y las sintagmáticas entre las palabras, es decir, las variaciones posibles en el sistema lingüístico que permiten sustituciones o alternancias de un elemento por otro dentro de las combinaciones permitidas en el idioma. De este modo, la sintaxis no solo explica las estructuras posibles de las oraciones, sino que también proporciona una comprensión profunda de cómo las diferentes partes del lenguaje interactúan entre sí para generar significados complejos y coherentes.

## Sintaxis estructural
La sintaxis para Leonard Bloomfield, era «el estudio de formas libres compuestas completamente por formas libres». Central a esta teoría de la sintaxis eran las nociones de clases de forma (form classes) y estructura constituyente. (Estas nociones eran también relevantes, aunque menos centrales, en la teoría de la morfología). Bloomfield definió clases de forma más bien de manera imprecisa, en términos de algún "rasgo fonético o gramático reconocible común y compartido por todos los miembros". Dio como ejemplos las clases de forma que consisten en expresiones substantivas personales de la lengua inglesa (definidas como “las formas que, cuando están expresadas con tono exclamatorio final, constituyen requerimientos (llamadas) de la presencia o la atención de una persona”: por ejemplo "John", "Boy", "Mr. Smith"); las clases de forma que consisten en “expresiones infinitivas” (definidas como "formas que, cuando están expresadas con tono exclamatorio final, tienen el significado de una orden: por ejemplo, "run", "jump", "come on"); las clases de la forma de “expresiones sustantivas nominativas” (por ejemplo: "John", "the boys") y así sucesivamente. Debe estar claro, a partir de estos ejemplos, que las clases de forma son similares, aunque no idénticas, a las partes del discurso tradicionales y que una misma forma puede pertenecer a más de una clase de forma.

### Sustituibilidad
Lo que Bloomfield tuvo en cuenta como criterio para la pertenencia a clases de forma (y por tanto de equivalencia sintáctica) podría ser mejor expresado en términos de sustituibilidad. Las formas de clase son conjuntos de formas (ya sean simples o complejas, libres o ligadas), de las cuales cualquiera podría sustituirse por otra en una construcción o conjunto de construcciones dadas en todas las oraciones de una lengua determinada.

### Constituyentes inmediatos
Dentro de las oraciones, las palabras forman agrupaciones jerárquicas llamadas constituyentes sintácticos. Obviamente no cualquier conjunto de palabras forma un constituyente, sino solo aquellas agrupaciones que realizan una función sintáctica reconocible. En general los constituyentes están formados por constituyentes más pequeños (excepto los constituyentes terminales, que, generalmente, coinciden con palabras, afijos o adposiciones). Las pruebas de constituencia ayudan a identificar cuáles son los constituyentes de una oración.
Lo anterior se puede clarificar con algunos ejemplos. Así, en la frase pobre Pablo es una construcción analizable en, o compuesta de, los constituyentes pobre y Pablo. Dado que no hay unidad intermedia de la que pobre y Pablo fueran constituyentes y que sea ella misma un constituyente de la construcción pobre Pablo, las formas pobre y Pablo pueden ser descritas no solo como constituyentes sino también como constituyentes inmediatos de pobre Pablo.
Similarmente, la frase "perdió su vida" está compuesta de tres palabras-forma ("perdió", "su" y "vida") de las cuales todas podrían describirse como constituyentes de la construcción. No todos esos constituyentes, empero, son sus constituyentes inmediatos. Las formas "su" y "vida" se combinan para hacer la construcción intermedia "su vida"; es esta unidad intermedia la que se combina con "perdió" para formar la frase más amplia "perdió su vida". Los constituyentes inmediatos de "perdió su vida" son "perdió" y "su vida"; los constituyentes inmediatos de "su vida" son las formas "su" y "vida". Por estructura constituyente de una frase u oración se entiende la organización de sus más pequeñas formas de las cuales se compone (sus constituyentes últimos) en capas de unidades sucesivamente más incluyentes. Vista de esta manera, la oración "Pobre Pablo: perdió su vida" es más que simplemente una secuencia de cinco palabras asociadas con un modelo de entonación particular. Es analizable en sus constituyentes inmediatos y así sucesivamente, hasta que, en el último paso del análisis, los constituyentes últimos de la oración son alcanzados. La estructura constituyente de la oración completa se representa por medio del siguiente esquema:
[Pobre Pablo] [perdió [su vida] ]
Cada forma, sea simple  compuesta, pertenece a una clase de forma. Usando letras arbitrarias seleccionadas para denotar clases de forma del español, "pobre" puede ser un miembro de clase de forma A, "Pablo" de la clase B, "perdió" de la clase C, "su" de la clase D y "vida" de la clase E. Dado que "pobre Pablo" es sintácticamente equivalente a (o sea, sustituible por) "Pablo", se ha de clasificar como un miembro de A. Así lo es también, puede asumirse, "su vida". En el caso de "perdió su vida" sí hay un problema. Hay muchas formas (incluyendo "perdió", "repartió" y "exportó") que podrían ocurrir, como aquí, en construcciones con un miembro de B y que también pueden ocurrir solas; por ejemplo, "perdió su vida" es sustituible por "exportó la cocaína", ya que "exportó" es sustituible por "perdió" y "la cocaína" por "su vida". Siendo así esto, se podría decidir clasificar construcciones tipo "perdió su vida" como miembros de C. Por otra parte, hay formas que —aunque sean sustituibles por "perdió", "repartió, exportó" y así sucesivamente cuando estas formas ocurren solas— no pueden ser usadas en combinación con un miembro siguiente de B (cf. "murió", "existió"); y hay formas que, aunque puedan usarse con un siguiente miembro de B, no pueden ocurrir solas (cf. "poseyó"). La pregunta es si se respeta o no la distinción tradicional entre las formas de verbo transitivas e intransitivas. Podría decidirse, así, que "perdió", "repartió", "exportó", etc. pertenecen a una clase: C (la clase a la que pertenece "poseyó"), cuando ocurren "transitivamente" (esto es, con un siguiente miembro de B como su objeto) pero a una clase diferente, F (la clase a la que pertenece "murió"), cuando ocurren "intransitivamente". Finalmente, puede decirse que la oración completa "Pobre Pablo: perdió su vida" es un miembro de la clase de forma G. Así, la estructura constituyente no solamente de "Pobre Pablo: perdió su vida" sino de todo un conjunto de oraciones españolas puede ser representada por medio del siguiente esquema:
G([B(AB)]F(CB[DE])
Nuevas oraciones del mismo tipo pueden ser construidas sustituyendo formas reales por las etiquetas de clase.

### Árboles sintácticos

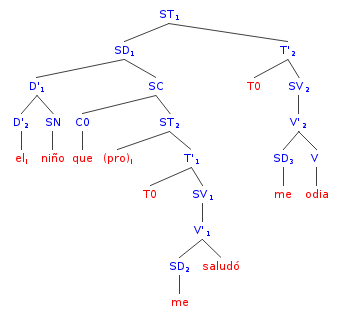
Árbol sintáctico, para una oración compuesta (el niño que me saludó me odia) en la que la oración subordinada es una oración de relativo.

Dada una oración, esta puede dividirse en constituyentes sintácticos, cada uno de los cuales, a su vez, es divisible en otros constituyentes. El conjunto de constituyentes sintácticos admite con la relación binaria de inclusión (o "ser parte de") es un conjunto parcialmente ordenado. Un árbol sintáctico es una representación de las relaciones jerárquicas entre los constituyentes sintácticos. Más formalmente, un árbol sintáctico es un grafo que representa esta relación de orden parcial.
Cuando en una construcción un constituyente X es parte de un constituyente inmediato de otro constituyente más grande Y, el árbol sintáctico correspondiente tendrá una línea entre el nodo que representa a X y en nodo que representa a Y. Actualmente se acepta que toda lengua admite un análisis mediante árboles sintácticos binarios. En los árboles gráficos los núcleos sintácticos se suelen representar con una letra, por ejemplo X, seguida de un subíndice (por ejemplo {\displaystyle \scriptstyle {X}_{0}}), mientras que las estructuras más complejas se señalan mediante una o dos barras superpuestas o mediante primas (por ejemplo, {\displaystyle \scriptstyle {\bar {X}},{\bar {\bar {X}}},X',X''}) y si se trata de proyecciones máximas de un núcleo mediante las letras S antecediendo a la letra que designa al núcleo (por ejemplo SX).

### Construcciones endocéntricas y construcciones exocéntricas
Cualquier construcción que pertenezca a la misma forma de clase en forma de por lo menos uno de sus constituyentes inmediatos se cataloga como endocéntrico; la única construcción endocéntrica en la oración modelo anterior ("pobre Pablo: perdió su vida") es "pobre Pablo". Todas las demás construcciones, de acuerdo con este análisis, son exocéntricas. Esto es claro por el hecho de que en el anterior esquema las letras en los nudos de la parte superior de cada frase diferente de A + B (por ejemplo, "pobre Pablo", "viejo Popeye", etc) son diferentes de cualquiera de las letras en los extremos de las ramas inferiores conectadas directamente a estos nudos. Por ejemplo, la frase D + E ("su reloj", "la cocina", etc.) tiene en su parte inmediatamente superior un nudo etiqueteado B, en vez de D o E.

#### Tipos de construcciones endocéntricas
Las construcciones endocéntricas son de dos tipos: subordinadas y coordinadas. Si la atención se centra, para fines de simplicidad, a construcciones compuestas de no más de dos constituyentes inmediatos, puede decirse que las construcciones subordinadas son aquellas en las que solo un constituyente inmediato es de la misma clase de forma que la construcción entera, mientras que las construcciones coordinadas son aquellas en las cuales ambos constituyentes son de la misma clase de forma que la construcción completa.

#### Núcleo y modificador en la equivalencia sintáctica
En una construcción subordinada (por ejemplo, "pobre Pablo"), el constituyente que es sintácticamente equivalente a la construcción completa se conoce como la cabeza, y su acompañante se conoce como su modificador: así, en "pobre Pablo", la forma "Pablo" es la cabeza, y "pobre es su modificador. Un ejemplo de construcción coordinada es hombres y mujeres, en el cual, puede asumirse, los constituyentes inmediatos son la palabra hombres y la palabra mujeres, cada una de las cuales es sintácticamente equivalente a hombres y mujeres. (Queda implícito aquí que la conjunción y no es un constituyente propiamente dicho, sino un elemento que, tal como el orden relativo de los constituyentes, indica la naturaleza de la construcción en cuestión. No todos los lingüistas comparten este punto de vista).

### Construcciones ambiguas
Una razón para darle reconocimiento teórico a la noción de constituyente es que este ayuda a explicar la ambigüedad de ciertas construcciones. Un ejemplo clásico es la frase mujeres y hombres viejos, la cual puede interpretarse de dos maneras diferentes de acuerdo a si uno asocia "viejos con mujeres y hombres o simplemente con "hombres. Bajo la primera de las dos interpretaciones, los constituyentes inmediatos son mujeres y hombres y viejos; bajo la segunda, son mujeres y hombres viejos. La diferencia en significado no puede ser atribuida a alguno de los constituyentes últimos, sino que resulta de una diferencia en la manera en que se asocian uno con otro. La ambigüedad de este tipo se conoce como ambigüedad sintáctica. No toda ambigüedad sintáctica se explica satisfactoriamente en términos de estructura constituyente.

### Relaciones no estructurales: Rección, ligamiento y concordancia
Además de las relaciones de constitución en el estudio sintáctico de las lenguas existen otras relaciones no necesariamente caracterizadas por la relación de orden parcial dada por la constituencia. Entre estas relaciones están las relaciones de concordancia gramatical por la cual dos elementos generalmente no adyacentes y que forman parte de diferentes sintagmas deben concordar (presentar una marca especial que indica que cierta categoría lingüística presente en los dos elementos tiene el mismo "valor"). Igualmente las reglas de coocurrencia de los pronombres y las anáforas y sus antecedentes solo se pueden expresar de manera sencilla en términos de la relación de rección. Tanto la relación de rección como la de ligamiento están asociadas a la relación de mando-c.
Entre las relaciones no estructurales, están las dependencias sintácticas a distancia. Estas relaciones requieren mecanismos o restricciones de gramaticalidad más complejas que la simple adyacencia o constituencia de elementos sintácticos. Entre ellas podemos citar:
- la concordancia gramatical
- la rección y el ligamiento
- la teoría del caso abstracto
- las de un elemento desplazado con su huella sintáctica.

## Marcos teóricos
Para diversos autores, tanto funcionalistas como generativistas, la sintaxis opera mediante operaciones binarias de combinación de dos elementos funcionalmente diferentes. Así todas las lenguas contarían con una operación binaria del tipo {\displaystyle SX+SY\to SZ} en que cualquier unidad sintáctica no-simple es descomponible en dos partes, cada una de ellas, en principio con diferentes funcionales y estructura.

### Sintaxis generativa
El actual paradigma en la disciplina es la gramática generativa, de cuyas formas se destaca la gramática generativa transformacional que se centra en el análisis de la sintaxis como constituyente primitivo y fundamental del lenguaje natural.
La gramática generativa no centra su investigación en la descripción de oraciones, sino en cómo la mente humana logra generarlas e interpretarlas a través de un sistema mínimo e intencional. El objetivo fundamental de la gramática generativa es el diseño de un dispositivo formal capaz de explicar la generación de todas las oraciones de las lenguas humanas.
En la práctica, la descripción estructural de las oraciones suele realizarse a través de corchetamiento o de diagramas arbóreos. Ambos esquemas reflejan la jerarquía estructural de los constituyentes de la oración, a la vez que justifican (especialmente en el actual Programa minimalista) el orden lineal de las palabras.
La clásica distinción de diferentes categorías sintácticas no puede ser rescatada en la mayoría de las escuelas generativistas (gramática léxico-funcional (LFG) considera que las funciones sintácticas son primitivos de la sintaxis). Esto se debe a que se considera a tal análisis meramente descriptivista y taxonómico. Casi todas las corrientes generativistas operan con los diferentes tipos de sintagma que permiten los núcleos léxicos y funcionales de cada lengua.

### Sintaxis funcionalista
Los estudios de gramática funcional están orientados a explicar cómo el lenguaje humano se ha desarrollado como herramienta comunicativa. Por tanto, se supone que la sintaxis (y el resto de los componentes lingüísticos) deben reflejar cierta funcionalidad comunicativa en su diseño.
La Gramática sistémico funcional de Michael Halliday y la Gramática del papel y la referencia de Robert Van Valin son muestras de este tipo de orientación lingüística.